# وهری تحصیل

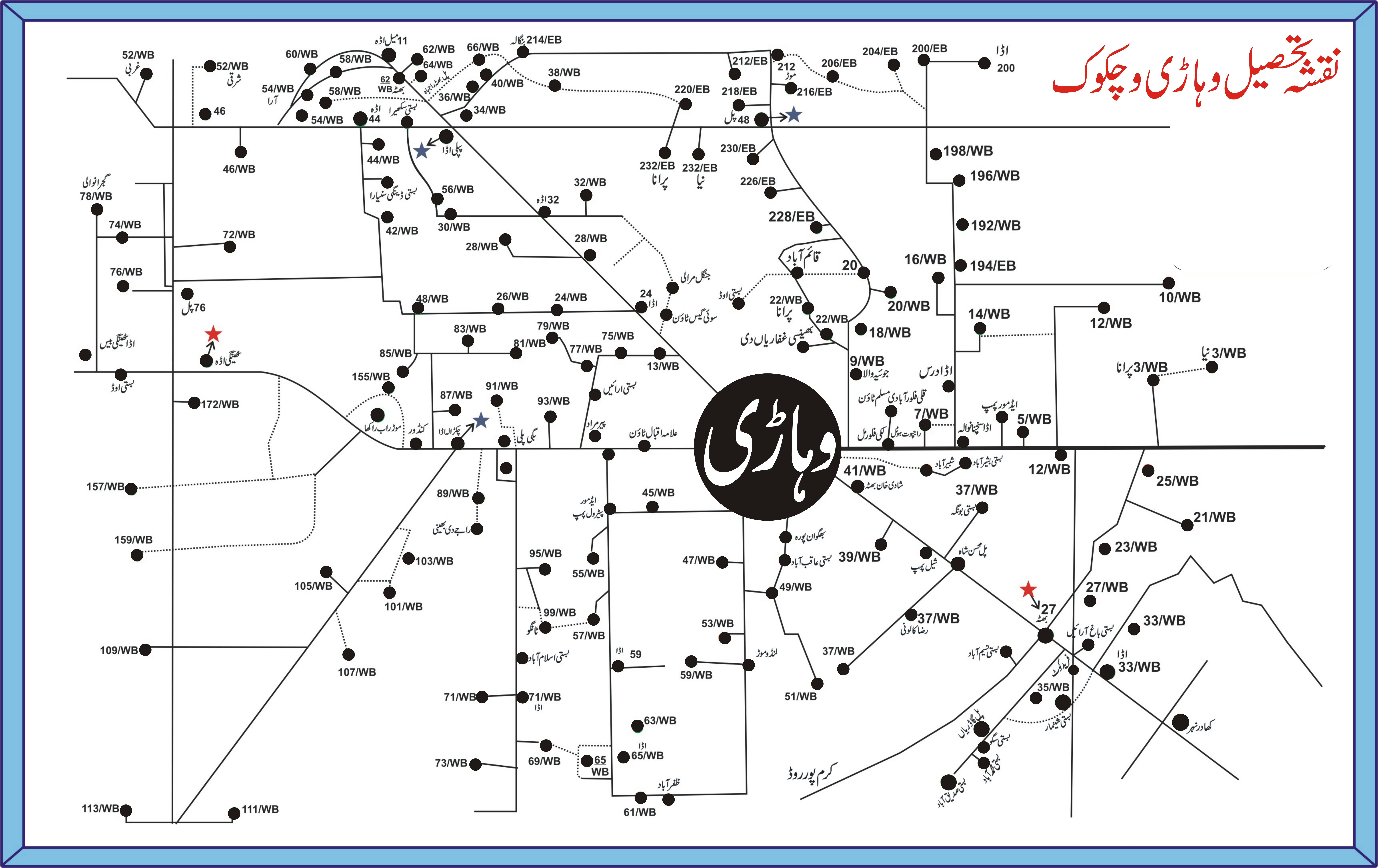
تصویر وهری در کشور پاکستان

وهری تحصیل (به انگلیسی: Vehari Tehsil) یک منطقهٔ مسکونی در پاکستان است که در پنجاب (پاکستان) واقع شده‌است.

## خصوصیات
وهری تحصیل ۱٬۴۱۹ کیلومترمربع مساحت دارد.